# Pato enano
El pato enano, pato señuelo o pato miñón (también escrito mignon, prestado del francés)y en inglés conocido como call duck, es una pequeña raza de pato doméstico, probablemente originaria de los Países Bajos donde las primeras descripciones y representaciones datan del siglo XVII.

## Descripción y características generales
Se caracteriza por su tamaño pequeño, cabeza redonda y pico corto. A diferencia de los machos, las hembras son conocidas por su voz fuerte y distintiva, con un llamado agudo y penetrante.
Si bien es similar en apariencia a otras razas de patos, el Call se distingue por su tamaño miniatura y sus vocalizaciones particulares. Son aves robustas y relativamente fáciles de cuidar, lo que las convierte en una opción atractiva para los criadores de patos.
Se presentan en una increíble variedad de colores y patrones, más que cualquier otra raza de pato. Los colores más comunes son el blanco y el ánade real (también llamado a menudo "gris"). La BWA (Asociación Británica de Aves Acuáticas) y el PCGB (Club Avícola de Gran Bretaña) han reconocido y estandarizado aproximadamente diecinueve colores. Algunos de estos se presentan a continuación;
- Pato real
- Ánade azul
- Ánade real
- Albaricoquero
- Appleyard
- Albaricoque Appleyard (Butterscotch)
- Plata
- Azul Plata
- Albaricoque plateado
- Ánade real oscuro
- Caqui
- Azul oscuro
- Albaricoque oscuro
- Negro
- Chocolate
- Bibbed
- Urraca
- Ánade real piado
- Blanco
- Panza amarilla[5]

## Historia y origen
Las primeras menciones registradas de la raza son de los Países Bajos, donde se utilizaba como señuelo y se lo conocía como pato señuelo. El llamado distintivo de tono alto se utilizaba para atraer a otros patos hacia trampas de embudo . Más tarde, los cazadores ataban patos señuelo para atraer a otras especies dentro del alcance. Se cree que originalmente vino del Lejano Oriente, aunque no existen registros de su introducción en los Países Bajos. Se sabe que otras razas de bantam se importaron a los Países Bajos en el siglo XVII y Van Gink, escribiendo en The Feathered World en 1932, supone que "existe la posibilidad de que las importaciones fueran realizadas por capitanes holandeses desde Japón ... especialmente porque el tipo del pato señuelo es muy diferente del tipo de pato europeo común para competir con él, y dado que se reproducen de manera tan fiel, deben ser una raza muy antigua".
Fue introducido en las Islas Británicas en la década de 1850.  En 1865, fue una de las primeras seis razas de aves acuáticas que se estandarizaron allí, pero a mediados del siglo XX eran raras. Los esfuerzos decididos de unos pocos criadores volvieron a popularizar la raza y hoy en día son comunes. Son aves de exhibición populares y ganan más campeonatos de patos en espectáculos en América del Norte que cualquier otra raza. Se han abierto cafés temáticos de patos, donde los clientes acarician a los patos, en varias ciudades de China

## Dieta
Se alimenta mediante filtración en la superficie de aguas poco profundas y se sumergen en ellas para cazar Insectos, larvas, invertebrados marinos, semillas, vegetación acuática y granos.

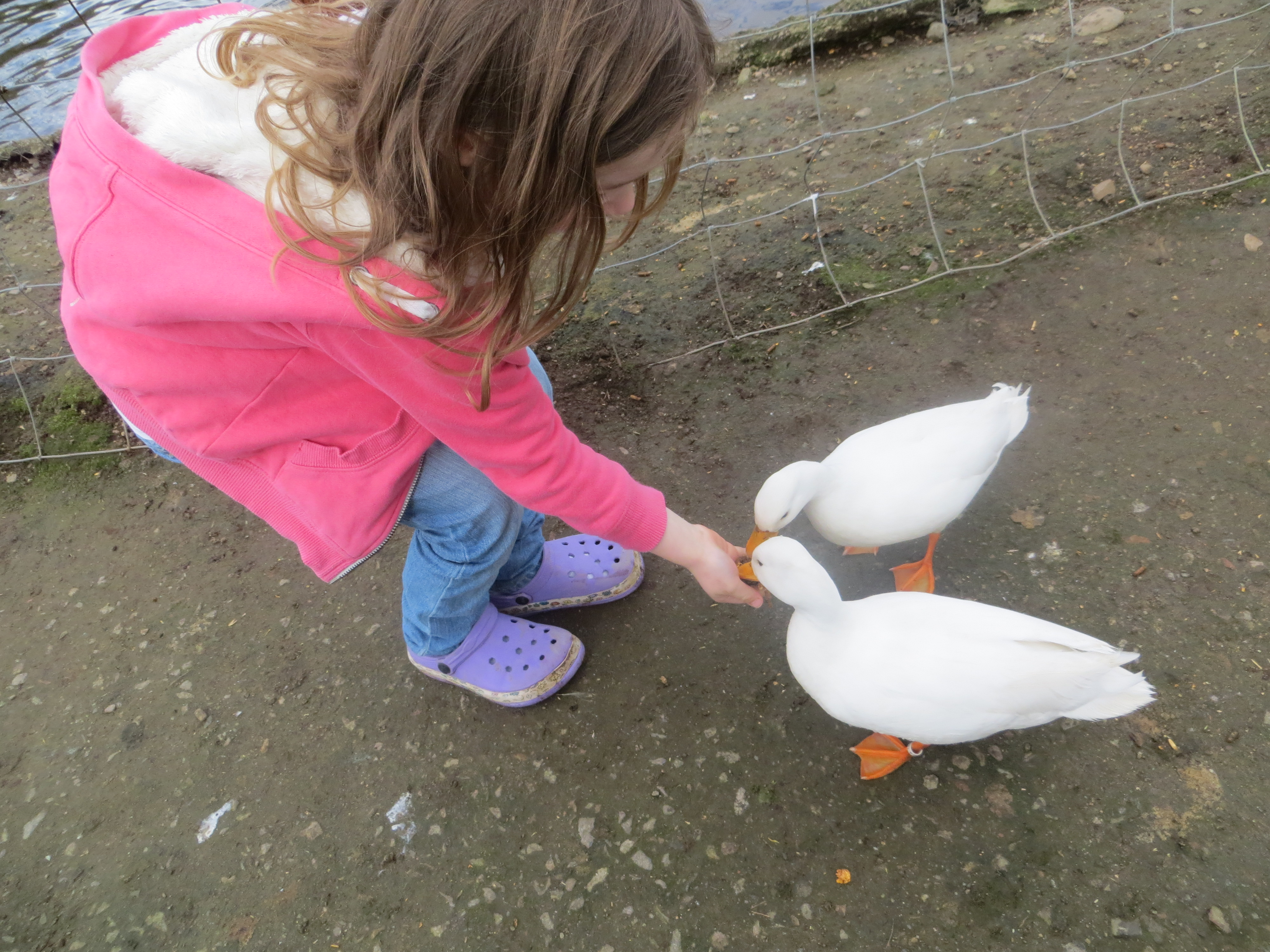
Una niña alimentando dos patos enanos

Los call ducks como mascota pueden consumir pienso compuesto y granos, aunque casi siempre consumen cualquier cosa con lo que se les alimente (pero no pueden consumir alimentos altos en azúcar, comida procesada para consumo humano/comida rápida y galletas).Además de una dieta variada y equilibrada, los patos señuelo en cautiverio necesitan acceso constante a agua fresca y limpia ya que es esencial para su hidratación, digestión y bienestar general. Se debe cambiar el agua con regularidad para mantenerla libre de virus y bacterias.